# بوي دي دوم (إقليم فرنسي)

موقع اقليم بوي دي دوم

بوي دي دوم (بالفرنسية:Puy-de-Dôme) هو إقليم فرنسي، يقع في وسط فرنسا، سمي باسم بوي دي دوم نسبة للبركان النائم الشهير بوي دي دوم.

## تاريخ الإقليم
إقليم بوي دو دوم هو واحد من الأقاليم الـ 83 التي تتشكل منها فرنسا، أنشئت خلال الثورة الفرنسية يوم 4 مارس 1790، أنشئت من جزء من منطقة أوفيرني السابقة. في الأصل كان الإقليم في طور تسميته باسم مونت ديور ("الجبل الذهبي") ولكن تم استبدالة باسم بوي دي دوم لعدم مساواته بالإقليم.

## جغرافية الإقليم
إقليم بوي دو دوم هو جزء من منطقة أوفيرني ويحيط بها الأقاليم التالية: لوار (بالفرنسية:Loire)، لوار العليا (بالفرنسية:Haute-Loire)، كانتال (بالفرنسية:Cantal)، كوريز (بالفرنسية:Corrèze)، أليي (بالفرنسية:Allier)، كروز (بالفرنسية:Creuse).
ويتموضع الإقليم على كتلة صخرية تضم أكثر من 80 من الفوهات البركانية، ويبعد إقليم بوي دو دوم من باريس ثلاث ساعات، وعلى بعد ساعة من ليون بواسطة الطرق السريعة A71، A72. وA75، وهذه الطرق هي وصلات الإقليم إلى البحر الأبيض المتوسط.
المدن الرئيسية هي كليرمون فيران، تيير، ريوم، إسوار، امبيرت، كورنون دافيرني.

## معرض صور

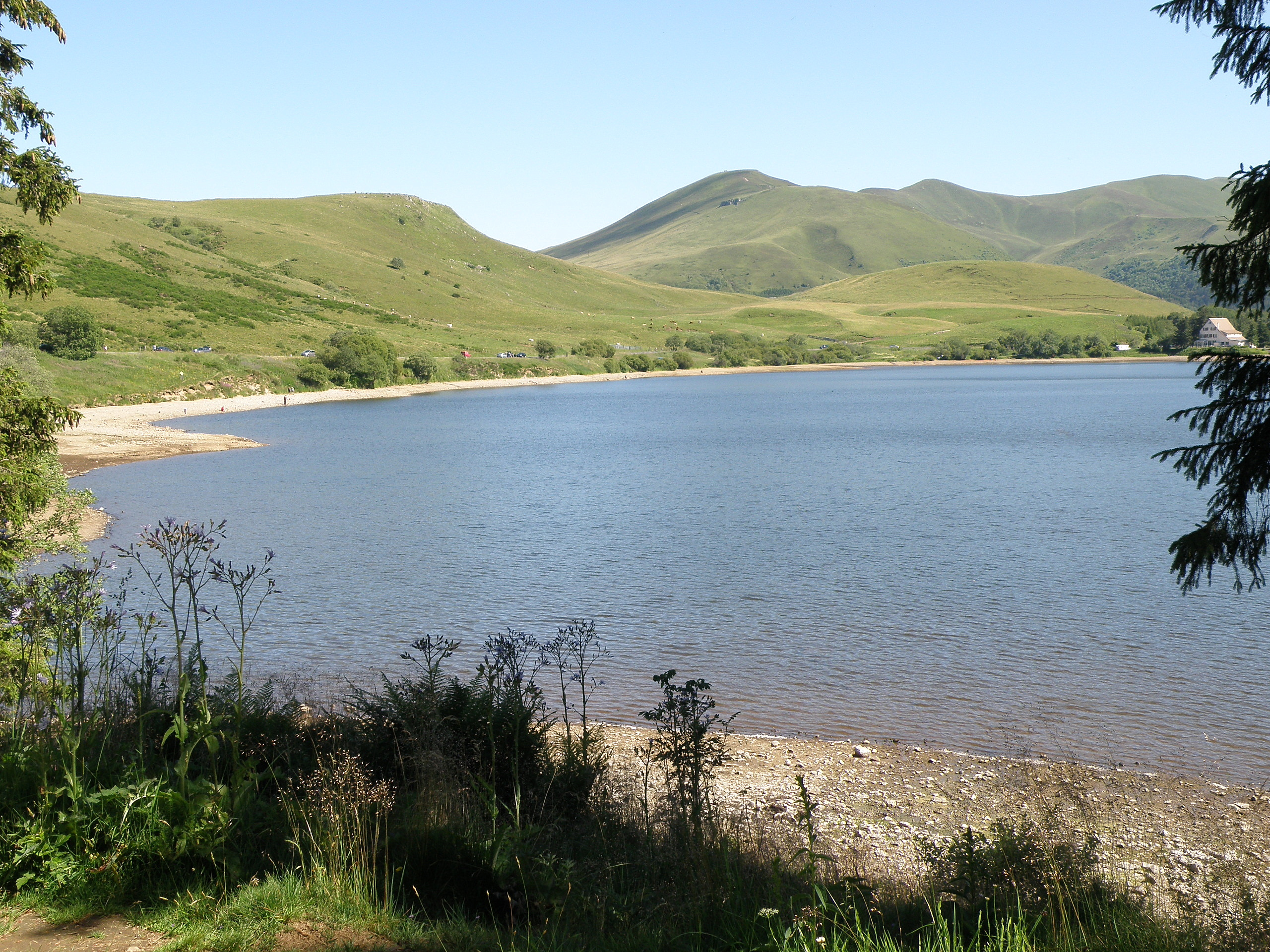
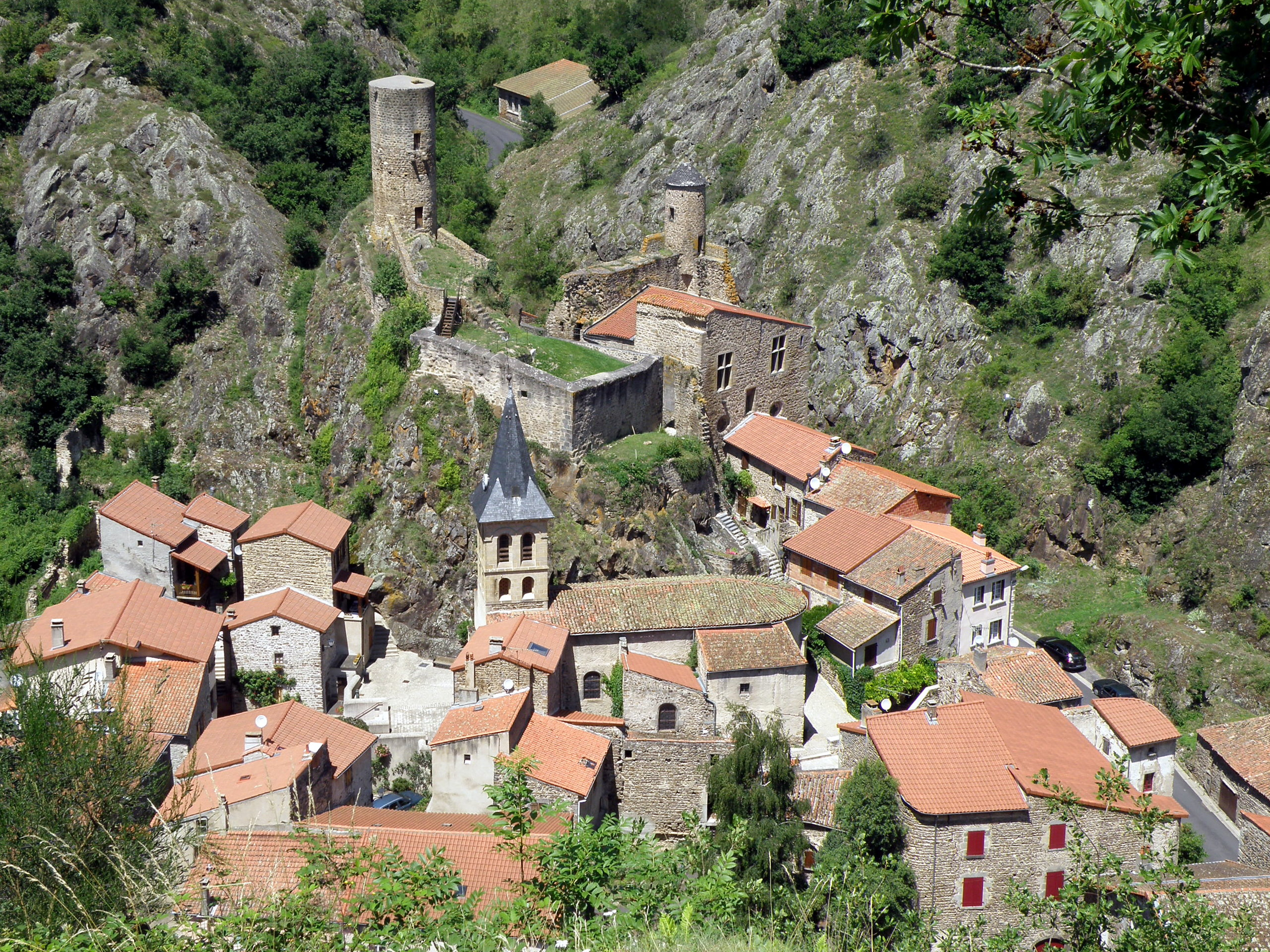
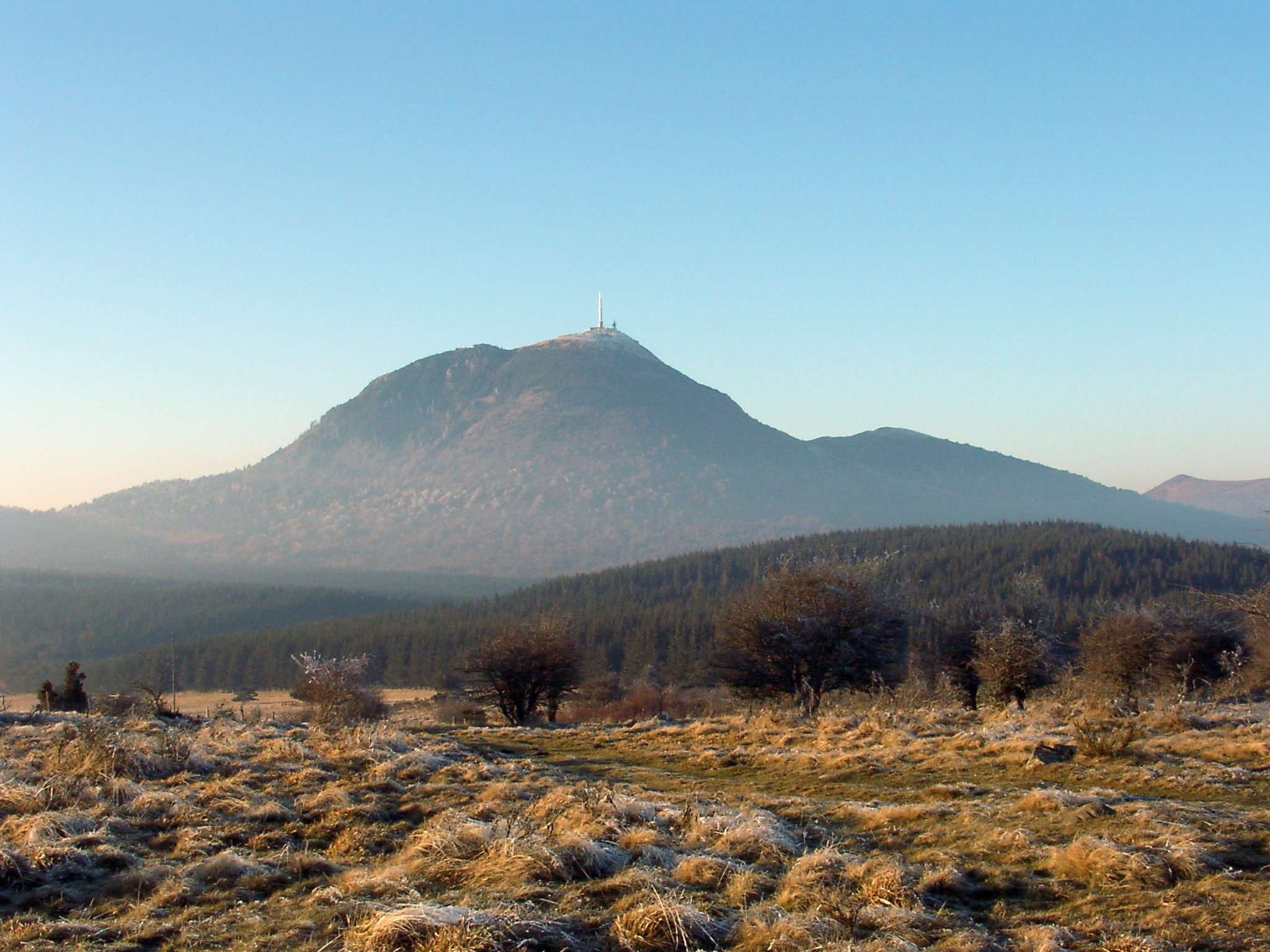
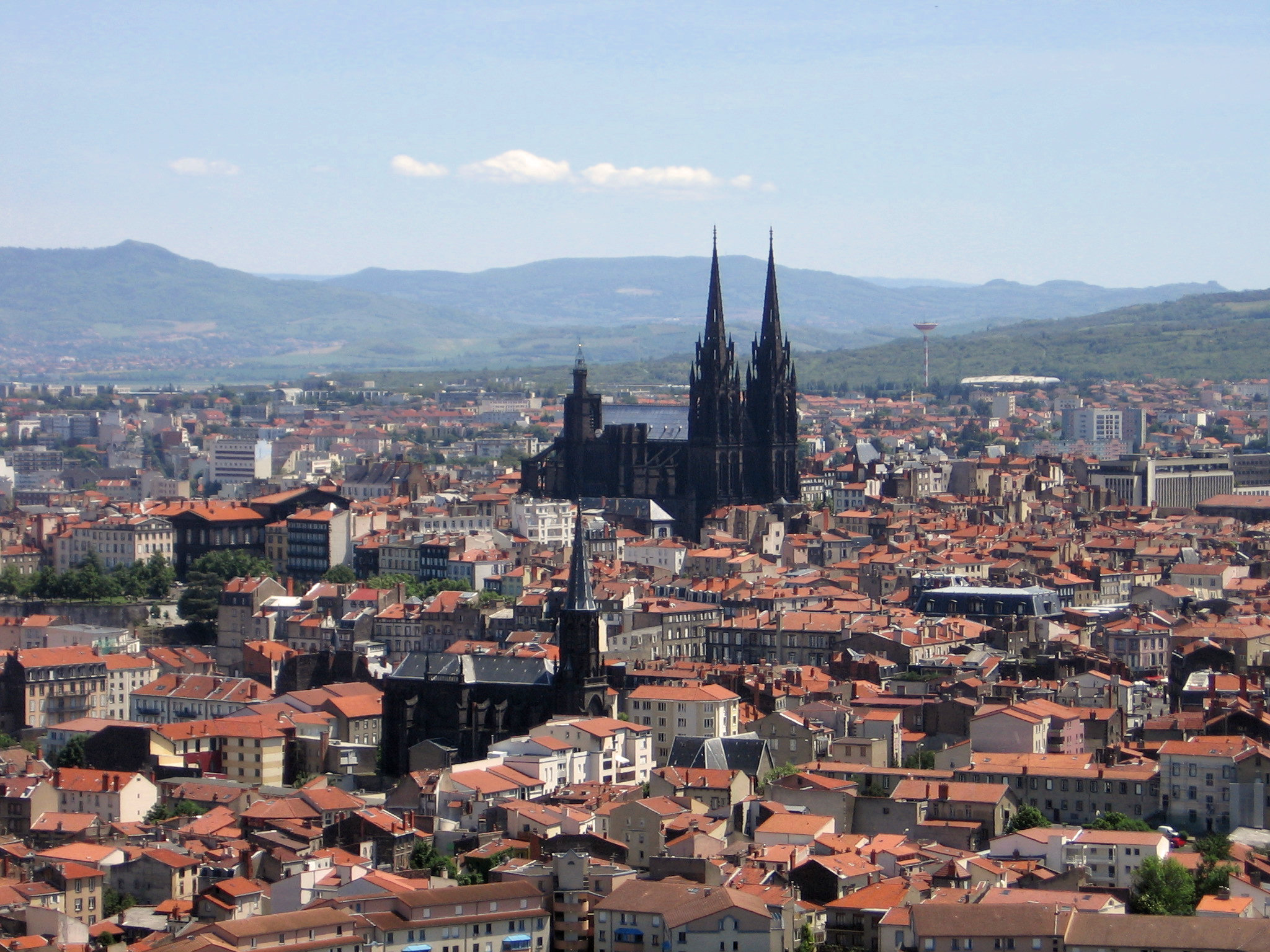

## أعلام
- فرديناند بوير